# Martin Winner
Martin Winner ist ein österreichischer Jurist.

## Leben
Er war von 2007 bis 2009 Berater des albanischen Justizministers für die Reform des Handelsrechts und von 2009 bis 2021 Vorsitzender der österreichischen Übernahmekommission, der Aufsichtsbehörde für öffentliche Übernahmeangebote für börsennotierte Gesellschaften. Seit 2009 ist er Universitätsprofessor für Unternehmensrecht an der Wirtschaftsuniversität Wien. Seit Oktober 2023 ist er Vizerektor für Personal und Digitale Infrastruktur an der Wirtschaftsuniversität Wien.
Seine Arbeitsschwerpunkte liegen im Gesellschafts-, Kapitalmarkt-, Immaterialgüter- und Wettbewerbsrecht, im Mittel- und Osteuropäischen Wirtschaftsrecht sowie in der Rechtsvergleichung.

## Schriften (Auswahl)
- Wert und Preis im Zivilrecht. Wien 2008, ISBN 3-211-75172-6.
- mit Susanne Kalss und Martin Schauer:  Allgemeines Unternehmensrecht. Wien 2017, ISBN 3-7089-1433-3.
- mit Stefan Holzweber: Kartellrecht. Wien 2018, ISBN 3-7007-7171-1.
- mit Susanne Kalss, Martin Oppitz und Ulrich Torggler: BörseG/MAR. Börsegesetz 2018, Marktmissbrauchsverordnung. Kommentar. Wien 2019, ISBN 3-7073-3093-1.